# Youth of the Nation
Youth of the Nation (englisch für „Jugend der Nation“) ist ein Lied der US-amerikanischen Nu-Metal-Band P.O.D. Der Song ist die zweite Singleauskopplung ihres vierten Studioalbums Satellite und wurde am 25. Dezember 2001 veröffentlicht.

## Inhalt
Youth of the Nation handelt von den Problemen der US-amerikanischen Jugend, darunter Amokläufe an Schulen, fehlendes Selbstwertgefühl und Suizidales Verhalten. So erzählt die erste Strophe aus der Ich-Perspektive von einem Jugendlichen, der von einem Mitschüler erschossen wird. In der zweiten Strophe geht es um ein zwölfjähriges Mädchen, das von ihrem Vater verlassen wurde und jetzt die Liebe bei den falschen Leuten sucht. Anschließend wird von einem Außenseiter berichtet, der immer ausgegrenzt wurde und sich letztendlich erschießt. Die dritte Strophe wirft die Frage auf, wer für diese Missstände verantwortlich sei und kommt zu dem Schluss, dass die Blinden die Blinden führten.

“Last day of the rest of my life

I wish, I would’ve known ’cause I didn’t kiss my mama, goodbye!

I didn’t tell her that I loved her, how much I cared

Or thank my pops for all the talks and all the wisdom he shared”

## Produktion
Der Song wurde von dem US-amerikanischen Musikproduzenten Howard Benson produziert. Als Autoren fungierten die vier Bandmitglieder von P.O.D.: Sonny Sandoval, Marcos Curiel, Noah Bernardo und Mark Daniels.

## Musikvideo
Bei dem zu Youth of the Nation gedrehten Musikvideo führte der US-amerikanische Regisseur Paul Fedor Regie. Es verzeichnet auf YouTube über 209 Millionen Aufrufe (Stand Juni 2025). Das Video zeigt vier Jugendliche, darunter Joel David Moore, die in einem Auto quer durch die Vereinigten Staaten fahren und das Leben genießen. Dabei fahren sie von New York City, an der Ostküste, bis zu Venice Beach, an der Westküste. Im Auto befindet sich auch das Buch On the Road von Jack Kerouac. Zwischendurch ist die Band zu sehen, die den Song in einem Raum, dessen Wände mit Fotos von Schülern tapeziert sind, spielt. Während des letzten Refrains wird eine große Gruppe Jugendlicher vor dem Kunstwerk Carhenge gezeigt, die im Chor singt.
Bei den MTV Video Music Awards 2002 wurde das Video in der Kategorie Best Rock Video nominiert, unterlag jedoch dem Video zu In the End von Linkin Park.

## Single

### Covergestaltung
Das Singlecover zeigt einen Ausschnitt des Musikvideos, bei dem die vier Bandmitglieder von P.O.D. das Lied vor einer Wand, die mit Passfotos von Schülern tapeziert ist, spielen. Die Schriftzüge P.O.D. in Weiß und Youth Of The Nation in Schwarz befinden sich im oberen Teil des Covers.

### Titelliste
1. Youth of the Nation – 4:17
2. Alive – 3:23
3. Sabbath – 4:32

### Chartplatzierungen
Youth of the Nation stieg am 13. Mai 2002 auf Platz fünf in die deutschen Singlecharts ein und belegte in den folgenden Wochen die Ränge sieben und sechs. Insgesamt hielt sich der Song zwölf Wochen lang in den Top 100, davon fünf Wochen in den Top 10. Ebenfalls die Top 20 erreichte die Single unter anderem in Norwegen, Schweden, Dänemark, Österreich, Finnland, Italien, der Schweiz und Australien. In den deutschen Single-Jahrescharts 2002 belegte das Lied Position 56.
| ChartsChartplatzierungen       | Höchstplatzierung | Wochen |
| ------------------------------ | ----------------- | ------ |
| Deutschland (GfK)              | 5 (12 Wo.)        | 12     |
| Österreich (Ö3)                | 11 (17 Wo.)       | 17     |
| Schweiz (IFPI)                 | 16 (15 Wo.)       | 15     |
| Vereinigtes Königreich (OCC)   | 36 (2 Wo.)        | 2      |
| Vereinigte Staaten (Billboard) | 28 (19 Wo.)       | 19     |

| ChartsJahrescharts (2002) | Platzierung |
| ------------------------- | ----------- |
| Deutschland (GfK)         | 56          |

### Auszeichnungen für Musikverkäufe
Youth of the Nation erhielt in Australien im Jahr 2002 für über 35.000 verkaufte Einheiten eine Goldene Schallplatte.
| Land/Region       | Auszeichnungen für Musikverkäufe (Land/Region, Auszeichnung, Verkäufe) | Verkäufe |
| ----------------- | ---------------------------------------------------------------------- | -------- |
| Australien (ARIA) | Gold                                                                   | 35.000   |
| Neuseeland (RMNZ) | Platin                                                                 | 30.000   |
| Insgesamt         | 1× Gold · 1× Platin ·                                                  | 65.000   |

### Preise
Bei den Grammy Awards 2003 wurde der Song in der Kategorie Best Hard Rock Performance nominiert, unterlag jedoch dem Lied All My Life von den Foo Fighters.